# Sparagmos

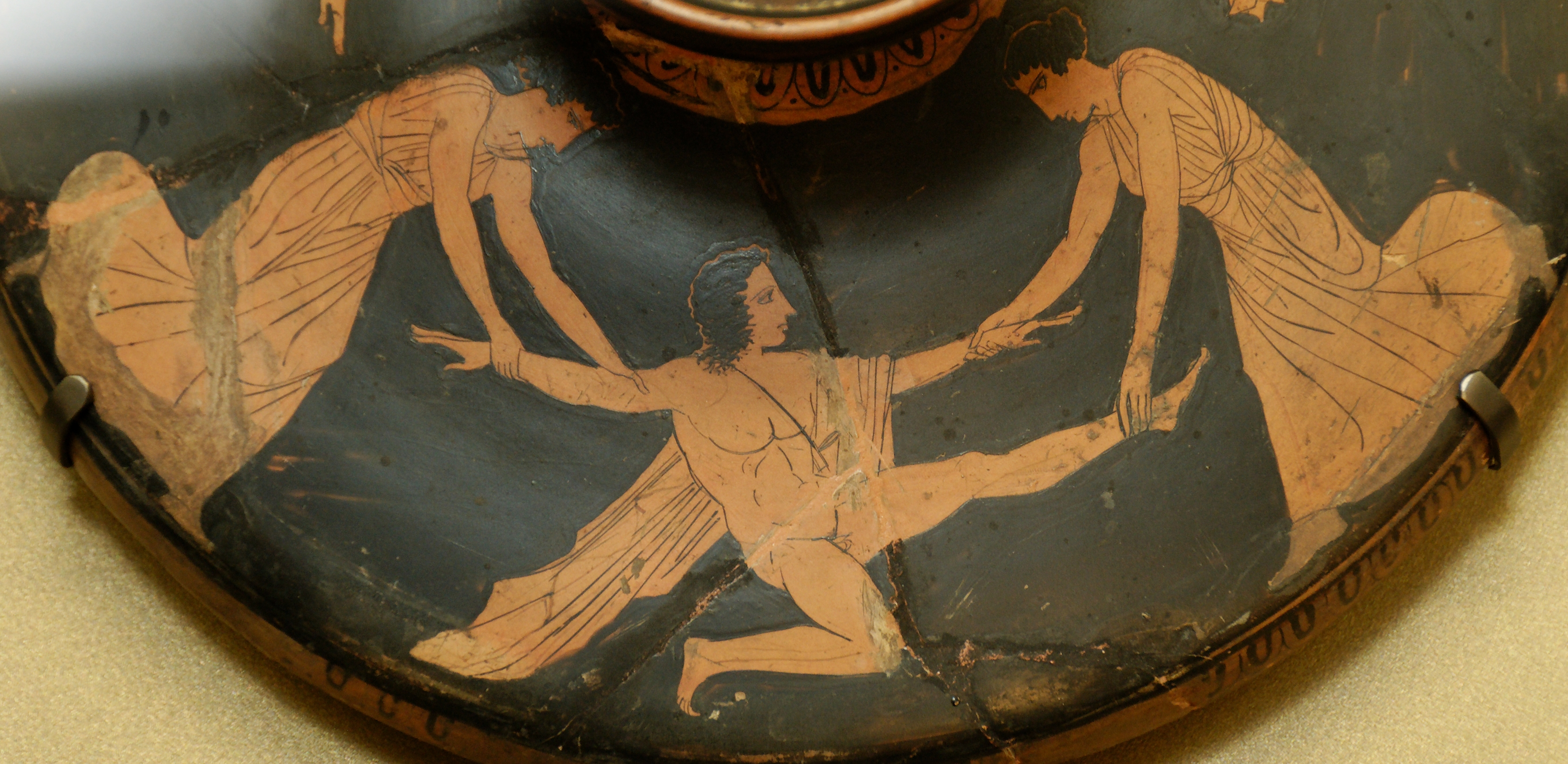
Sparagmos des Pentheus. Deckel einer Lekane, ca. 450 v. Chr., Louvre

Sparagmos (altgriechisch σπαραγμός sparagmós) bezeichnet das Zerreißen eines lebenden Tieres oder Menschen als Form der Opferung im religiösen Ritual, insbesondere im Kult des Dionysos.
Bekannte menschliche Opfer sind:
- Orpheus, der von thrakischen Mänaden zerrissen wird
- der thebanische König Pentheus, der von der eigenen Mutter Agaue und seinen Tanten Ino und Autonoë in bakchantischer Raserei zerrissen wird.
- Hippasos, Sohn der Minyade Leukippe, der von seiner Mutter und deren Schwestern Arsinoe und Alkathoe zerrissen wird